# مندلبرو ۲۷۵۰۰
سیارک ۲۷۵۰۰ (به انگلیسی: 27500 Mandelbrot، نامگذاری:2000GW132) بیست و هفت هزار و پانصدمین سیارک کشف شده‌است که در ۱۲ آوریل ۲۰۰۰ کشف شد.